# Sonnberglifte
Sonnberglifte est une petite station de ski située près de Wald am Schoberpass, dans le centre du Land de Styrie en Autriche.